# Coțofanca, Călărași
Coțofanca este un sat în comuna Gurbănești din județul Călărași, Muntenia, România.